# Bill McKerlich
William Alister M. "Bill" McKerlich (født 2. december 1935 i Vancouver, Canada), er en canadisk tidligere roer og dobbelt olympisk medaljevinder.
McKerlich var med i Canadas otter, der vandt sølv ved OL 1956 i Melbourne, kun besejret i finalen af USA. Besætningen i canadiernes båd bestod desuden af Philip Kueber, Richard McClure, Robert Wilson, David Helliwell, Wayne Pretty, Douglas McDonald, Lawrence West og styrmand Carlton Ogawa.
Fire år senere, ved OL 1960 i Rom vandt Kuhn en sølvmedalje mere, igen som del af den canadiske otter. Canada kom ind på andenpladsen i finalen, 4,34 sekunder efter guldvinderne fra Tyskland. Tjekkoslovakiet vandt bronze, 3,32 sekunder efter canadierne. De øvrige medlemmer af den canadiske båd var denne gang Donald Arnold, Walter D'Hondt, John Lecky, David Anderson, Archibald MacKinnon, Nelson Kuhn, Glen Mervyn og styrmand Sohen Biln. McKerlich var således den eneste genganger var 1956-båden.

## OL-medaljer
- 1956:  Sølv i otter
- 1960:  Sølv i otter